# Марек Бляза
Марек Єжи Бляза, ТІ (пол. Marek Jerzy Blaza SJ; нар. 7 лютого 1970, Хожув, Польща) —  польський священик-єзуїт, доктор богословських наук, викладач, сілезець, автохтон, триритуаліст (має право служити у візантійсько-українському, візантійсько-румунському та латинському обрядах). Мешкає у Варшаві.

## Біографія
З 1977 до 1985 роки вчився у початковій школі у Свентохловіцах (Сілезьке воєводство). З 1985 до 1989 вчився в ліцеї у Свентохловіцах. У 1989 році здав іспит зрілості.
У 1989 році вступив у Південну Польську провінцію Товариства Ісуса. З 1989 до 1991 рр. проходив новіціат у Старій Всі біля Бжозова (Підкарпатське воєводство). 20 серпня 1991 року склав перші вічні обіти. З 1991 по 1994 рр. студіював філософію у Кракові на філософському факультеті Товариства Ісуса. З 1994 до 1996 рр. проходив душпастирську практику (т. зв. «магістерку») у Белведір Коледж (Belvedere College) у Дубліні (Ірландія). Там він працював учителем філософії, каліграфії, латинської та російської мов. З 1996 по 1999 роки студіював богослов'я у Варшаві, на Папському богословському факультеті св. Анджея Боболі.
17 травня 1999 року прийняв дияконські свячення. З 1999 до 2004 роки проходив докторантські студії в Екуменічному інституті Люблінського католицького університету. 29 червня 2000 року прийняв ієрейські свячення. 8 грудня 2007 року склав останні обіти професа чотирьох обітів.

## Наукова робота
Габілітований доктор (доктор наук) богословських наук. Щоб отримати ступінь доктора написав роботу на тему «Таїнства християнського втаємничення у католицько-православному діалозі». Керівник: о. професор Вацлав Гринєвич). Ступінь габілітованого доктора отримав га підставі публікації Церква у стані епіклези (Kościół w stanie epiklezy), Видавництво WAM, Краків 2018 та всіх наукових досягнень. Публікація Церква у стані епіклези (Kościół w stanie epiklezy) оголошена Комітетом Богословських наук Польської академії наук як найкраща книжка у 2018 році (тзв. Книжка року).
12 травня 2020 р. призначений на посаду професора Папського Факультету Богослов'я у Варшаві декретом Великого Канцлера Папського Факультету Богослов'я у Варшаві, архієпископа Казімєжа Нича, варшавського митрополита. http://www.bobolanum.edu.pl/aktualnosci/640-3-nominacje [Архівовано 12 серпня 2020 у Wayback Machine.]
Викладач екуменічного та догматичного богослов'я на Папському богословському факультеті св. Анджея Боболі, в Українському Католицькому Університеті і в Греко-католицькій семінарії Святого Духа у Львові. Викладач екуменічних питань у Варшавському Університеті. Член Візантинологічної Комісії Польської Академії Наук. Автор багатьох статей на тему богослов'я та літургійного служіння у Східних церквах.
Поліглот. Крім рідної сілезької говірки, знає польську мову (в літературному варіанті), а також грецьку, латинську, церковнослов'янську, англійську, французьку, румунську, російську, українську та хорватську мови.

## Душпастирство
Згідно з декретом Перемишльсько-Варшавського Митрополита Української Греко-Католицької Церкви Архиєпископа Івана Мартиняка, виданого 4 квітня 2007 року, о. Марек Бляза, ТІ, став академічним душпастирем студентів-грекокатоликів у Варшаві. Також допомагає у греко-католицькій парафії бл. Миколая Чарнецького у Варшаві.
В днях 2-12 вересня 2017 року був проповідником на Синоді Української Грекокатолицької Церкви в Брюховичах під Львовом.

## Праці
- Marek Blaza SJ. Jak wierzysz? Sakramenty inicjacji chrześcijańskiej w dialogu katolicko-prawosławnym. — Kraków : WAM, 2005. — 460 с.
- Marek Blaza SJ. Komunia św. wielkanocna: smutny obowiązek czy punkt wyjścia? // Pięć słów Kościoła. — Warszawa : Rhetos, 2005. — С. 59-86.
- Marek Blaza SJ. Pluralizm modeli inicjacji chrześcijańskiej w Kościele pierwotnym // Przekroczyć próg Kościoła. Tydzień Eklezjologiczny 2005. — Lublin : KUL, 2005. — С. 21-47.
- Marek Blaza SJ. Czy Kościołowi katolickiemu nie jest już potrzebny patriarcha Zachodu? Eklezjologiczno-ekumeniczna refleksja w kontekście usunięcia tytułu patriarchy Zachodu w Roczniku Papieskim (Annuario Pontificio) 2006 // «Studia Bobolanum» 2. — 2006. — С. 5-74.
- Marek Blaza SJ, Dariusz Kowalczyk SJ. Traktat o sakramentach // Dogmatyka. — Warszawa : Biblioteka Więzi, 2007. — Т. 5. — С. 215-575. (Марек Бляза, ТІ, є автором загальної сакраментології, трактатів про хрещення, миропомазання, Євхаристію, свячення і подружжя. Даріуш Ковальчик, ТІ, є автором трактатів про покаяння і єлеопомазання).
- Marek Blaza SJ. Pochodzenie i rozwój historyczny litii w bizantyńskiej tradycji liturgicznej // Byzantina Europaea. Księga jubileuszowa ofiarowana profesorowi Waldemarowi Ceranowi. — Łódź : Wydawnictwo Uniwersytetu Łódzkiego, 2007. — С. 41-52.
- Marek Blaza SJ. Kościół w stanie epiklezy. — Kraków: WAM, 2018. — 696 c.